# Košarka na Poletnih olimpijskih igrah 1988
Košarka na Poletnih olimpijskih igrah 1988. Tekmovanje je potekalo za moške in ženske reprezentance.

## Dobitniki medalj
| Kategorija | Zlato | Srebro | Bron |
| Moški      | Sovjetska zvezaAleksander Volkov Tiit Sokk Sergej Tarakanov Šarūnas Marčiulionis Igors Miglinieks Valerij Tihonenko Rimas Kurtinaitis Arvydas Sabonis Viktor Pankraškin Valdemaras Chomičius Aleksander Belostenji Valerij Goborov | JugoslavijaDražen Petrović Zdravko Radulović Zoran Čutura Toni Kukoč Žarko Paspalj Željko Obradović Jure Zdovc Stojko Vranković Vlade Divac Franjo Arapović Dino Rađa Danko Cvjetičanin          | ZDAMitch Richmond Charles Smith IV Bimbo Coles Hersey Hawkins Jeff Grayer Charles D. Smith Willie Anderson Stacey Augmon Dan Majerle Danny Manning J. R. Reid David Robinson                                                |
| Ženske     | ZDA Teresa Edwards · Kamie Ethridge · Cynthia Brown · Anne Donovan · Teresa Weatherspoon · Bridgette Gordon · Victoria Bullett · Andrea Lloyd · Katrina McClain · Jennifer Gillom · Cynthia Cooper · Suzanne McConnell             | Jugoslavija Stojna Vangelovska Mara Lakić Zana Lelas Eleonora Wild Kornelija Kvesić Danira Nakić Sladjana Golić Polona Dornik Razija Mujanović Vesna Bajkuša Andjelija Arbutina Bojana Milošević | Sovjetska zveza Olga Ževkova · Irina Gerlic · Olesja Barel · Irina Sumnikova · Olga Bujakina · Olga Jakovleva · Irina Minh · Aleksandra Leonova · Jelena Kudašova · Vitalija Tuomaite · Natalija Zasulska · Galina Savitska |

## Medalje po državah
| Poz | Država          | Zlato | Srebro | Bron | Skupaj |
| 1   | Sovjetska zveza | 1     | 0      | 1    | 2      |
| 1   | ZDA             | 1     | 0      | 1    | 2      |
| 3   | Jugoslavija     | 0     | 2      | 0    | 2      |